# Резолуција Савета безбедности УН 757
Резолуција 757 Савета безбедности Уједињених нација усвојена је 30. маја 1992. године. После потврђивања резолуција 713 (1991), 721 (1991), 724 (1991), 727 (1992), 740 (1992), 743 (1992), 749 (1992) и 752 (1992), Савет је осудио неуспех у Савезној Републици Југославији (Србија и Црна Гора) за спровођење Резолуције 752.
Након што је затражио да Хрватска војска поштује члан 4 Резолуције 752, Савет је навео да се све државе требају придржавати следећих правила, док се Резолуција 752 не имплементира. Захтевао је да све државе чланице:
(а) спрече увоз свих производа и роба из Југославије или било које активности својих држављана да промовишу такав извоз;
(б) спречи продају свих производа и роба Југославији, осим за хуманитарне потребе ;
(ц) не стављају на располагање комерцијалне, индустријске или јавне комуналне, фондове или финансијске ресурсе Југославији;
(д) ускрати дозволу ваздухопловцу да полете, слете или прелете њихову територију ако је предвиђено да слети или је стигао из Југославије, осим из хуманитарних разлога;
(е) забрани одржавање или инжењеринг ваздухоплова у Југославији или којима управља;
(ф) смање ниво дипломатског и конзуларног особља у Југославији;
(г) спречавају учешће лица и тимова који представљају Југославију на спортским догађајима који се одржавају на њиховој територији;
(х) обуставе научну, техничку и културну размену и посете.
Савет је даље одлучио да се санкције не примењују на УНПРОФОР, Конференцију за Југославију или Посматрачку мисију Европске заједнице . Такође је позвао на успостављање сигурносне зоне у Сарајеву и његовом аеродрому, даље позивајући да одбор Вијећа сигурности основан Резолуцијом 724 треба да надгледа ембарго на оружје, те да ће Вијеће у цјелини држати ситуацију под контролом.
Резолуција 757 усвојена је са 13 гласова за и ниједног против, уз два уздржана из Кине и Зимбабвеа.

## Санкције у спорту
Фудбалска репрезентација Југославије је била прва у  Групи 4 за Европско првенство у фудбалу 1992. у јуну, али је дисквалификована под санкцијама УН; вицешампион групе 4 Данска је у финалу играла уместо Југославије и Данска је освојила турнир. Југославији је такође је забрањено учешће на ФИФА Светском првенству 1994. и УЕФА Европском првенству 1996. године.
Резолуција је донета непосредно пре почетка Љетних олимпијских игара 1992. године, а Међународни олимпијски комитет постигао је компромис са УН по којем Југословенски олимпијски комитет није позван на игре, већ је југословенским спортистима било дозвољено да се такмиче као Независни олимпијски учесници, и исти договор је постојао за Летње параолимпијске игре 1992.